# Cidade do Maio
A Cidade do Maio, (nome antigo de Vila do Maio) mais conhecida localmente por Porto Inglês (em Crioulo cabo-verdiano: Port’ Inglêz) é uma vila a sul da ilha do Maio, em Cabo Verde. É a sede do concelho do Maio.
O Aeroporto do Maio localiza-se na zona norte e serviram todo da ilha.

## Demografia
- 2000 (Censo de 16 de junho): 465
- 2004 (1 de janeiro): 477

## Património edificado
- Forte de São José (Ilha do Maio)

## Esportes
O clubes de futebol da cidade esse Académico 83 e Onze Unidos.  O estadio da cidade é localiza-se na zona este nomeado Estádio Municipal 20 de Janeiro, todos o jogos regionais jogaram na estádio.